# Mero
Enes Meral (Rüsselsheim am Main, 28 juli 2000), beter bekend als Mero, is een Duitse-Turkse rapper van Turkse afkomst. Hij is sinds 2021 jurylid van The Voice in Turkije (O Ses Türkiye Rap), samen met Hadise, Murda en Eypio.

## Biografie
Enes Meral is van Turkse afkomst: zijn familie komt oorspronkelijk uit Kelkit (Gümüşhane). Hij begon in 2016 met het plaatsen van rapvideo's op Instagram. Hij bouwde een groot aantal volgers op en werd later getekend door rapper Xatar en Groove Attack. Zijn debuutsingle "Baller Los" werd op 22 november 2018 uitgebracht. De single werd meteen een succes en bereikte de top van de Duitse en Oostenrijkse hitlijst. Zijn tweede single "Hobby Hobby" werd uitgebracht op 17 januari 2019 en werd de eerste Duitse raptrack die de Spotify 200 bereikte. Eind januari 2019 bereikte hij opnieuw de top van de Duitse hitlijsten. Hij brak de records voor de meeste streams in  een dag en een week. Hij bracht zijn eerste album Ya Hero Ya Mero uit op 15 maart 2019 met 12 nummers en zijn tweede album Unikat op 27 september 2019 met 14 nummers.

## Discografie
Singles
- 23 november 2018: Baller los
- 17 januari 2019: Hobby Hobby
- 7 maart 2019: Wolke 10
- 14 juni 2019: Olabilir
- 26 juli 2019: Mein Kopf
- 23 augustus 2019: No Name
- 20 september 2019: Meine Hand
- 29 mei 2020: Bogota
- 26 juni 2020: Ohne dich.
- 14 augustus 2020: Perspektive
- 30 oktober 2020: Ben Elimi Sana Verdim

Featurings
- 7 februari 2019: Ferrari (Eno feat. Mero)
- 9 augustus 2019: Olé Olé (Mero feat. Brado)
- 6 september 2019: Kein plan (Loredana feat. Mero)
- 8 november 2019: Kafa Leyla (Brado feat. Mero)
- 20 maart 2020: Hayati (Soolking feat. Mero)
- 16 oktober 2020: DÉSOLÉ (Mero feat. Nimo)
- 4 december 2020: Bitte Geh (Mero feat. Elif)
- 28 januari 2021: Gece Gündüz (Murda feat. Mero)

Albums
- 15 maart 2019 : Ya Hero Ya Mero
- 27 september 2019 : UNIKAT
- 5 december 2020 : SEELE

- International Standard Name Identifier: 0000 0004 7599 3350
- MusicBrainz: f08fafd2-6bf6-4970-a608-5f6bf9cd4cb0
- Virtual International Authority File: 255772238